# نوئل دو فل
نوئل دو فل (به فرانسوی: Noël du Fail) نویسنده قرن شانزدهم میلادی اهل فرانسه است.